# Švédský most
Most se sochami sv. Barbory a sv. Jana Nepomuckého, známý jako Švédský most, se nachází v obci Dobřív v okrese Rokycany v Plzeňském kraji. Barokní kamenný most se klene přes Klabavu v historickém centru obce, která má od roku 1995 status vesnické památkové zóny. Most je od 13. března 1964 zapsán v seznamu nemovitých kulturních památek. Most již neslouží silniční dopravě.

## Popis stavby
Kamenný jednoobloukový most je dlouhý 20 metrů a 4 metry široký, v nejvyšším bodě se zvedá nad hladinou řeky do výše čtyř metrů. Oblouk má rozpětí 7 metrů. Most je dlážděný, převýšení mezi vrcholem středu mostovky a patami závěrných zídek mostu činí jeden metr. Na omítnuté zídce v centrální části mostu stojí socha svaté Barbory, která zvedá v pravé ruce kalich. Na zadní straně podstavce této sochy je letopočet 1791. U vstupu na most na levém břehu říčky stojí na vyšším podstavci socha sv. Jana Nepomuckého. Podstavec, na němž jsou po stranách vyobrazeny sluneční hodiny, je staršího data než socha světce, původně byl na něm umístěn kříž.

## Historie
Přesné datum vybudování mostu není známo. Podle údajů z obecní kroniky měl být most postaven v době, kdy byl majitelem dobřívské huti Šírer z Waldheimu (1624-1692), nejspíše až v pozdějších letech druhé poloviny 17. století. Pravděpodobně ale v těchto místech stával už starší most, neboť se traduje, že po mostě byly dopravovány dělové koule pro švédské dělostřelectvo, které byly v době třicetileté války vyráběny v dobřívském hamru - odtud také obecně používaný název „Švédský most“. Sochy světců byly na most umístěny až v 18. století, jako první to byla socha sv. Jana Nepomuckého, která byla zhotovena a vysvěcena v roce 1720.

## Okolí mostu
Most stojí uprostřed historického jádra obce. Téměř naproti mostu, necelých 30 metrů proti proudu řeky, stojí na levém břehu Klabavy další kulturní památka. Je to budova zájezdního hostince, jehož majiteli bylo uděleno právo šenku již v roce 1750. V této přízemní roubené stavbě z roku 1731, která dosud slouží svému původnímu účelu, je umístěna Pamětní síň Jindřicha Mošny. V nejbližším okolí mostu se nachází řada dalších památkově chráněných usedlostí a roubených domů. Poblíž je také několik památných stromů - na pravém břehu řeky je to Dub u Burýšků, torzo Laiblovy lípy a lipová Alej u náhonu. Přes most vede modře značená turistická cesta, která odtud směřuje k dobřívskému hamru a dále pak proti proudu Klabavy přes Strašice až k loveckému zámečku Tři trubky v Chráněné krajinné oblasti Brdy.

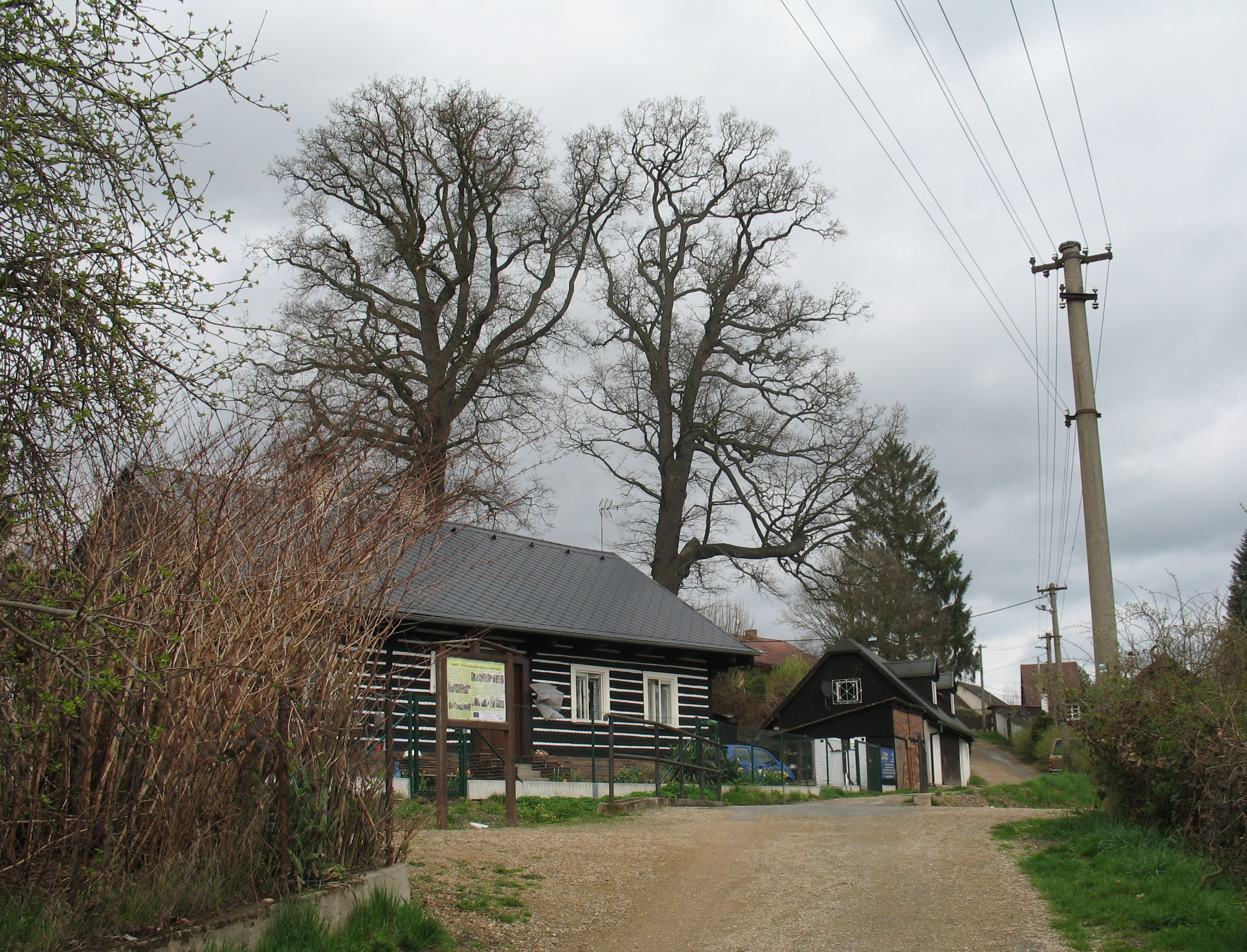
Duby u Burýšků
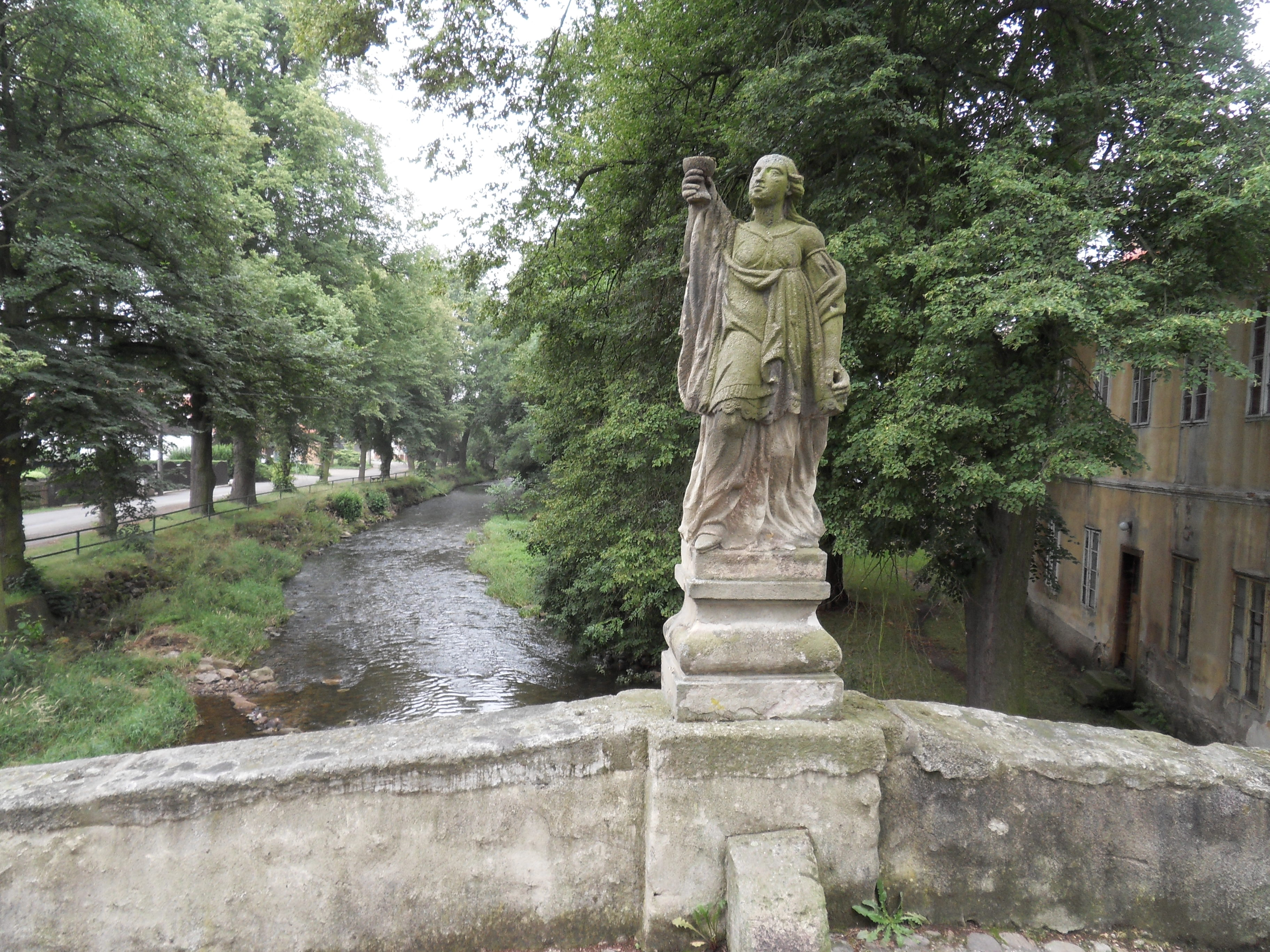
Socha sv. Barbory
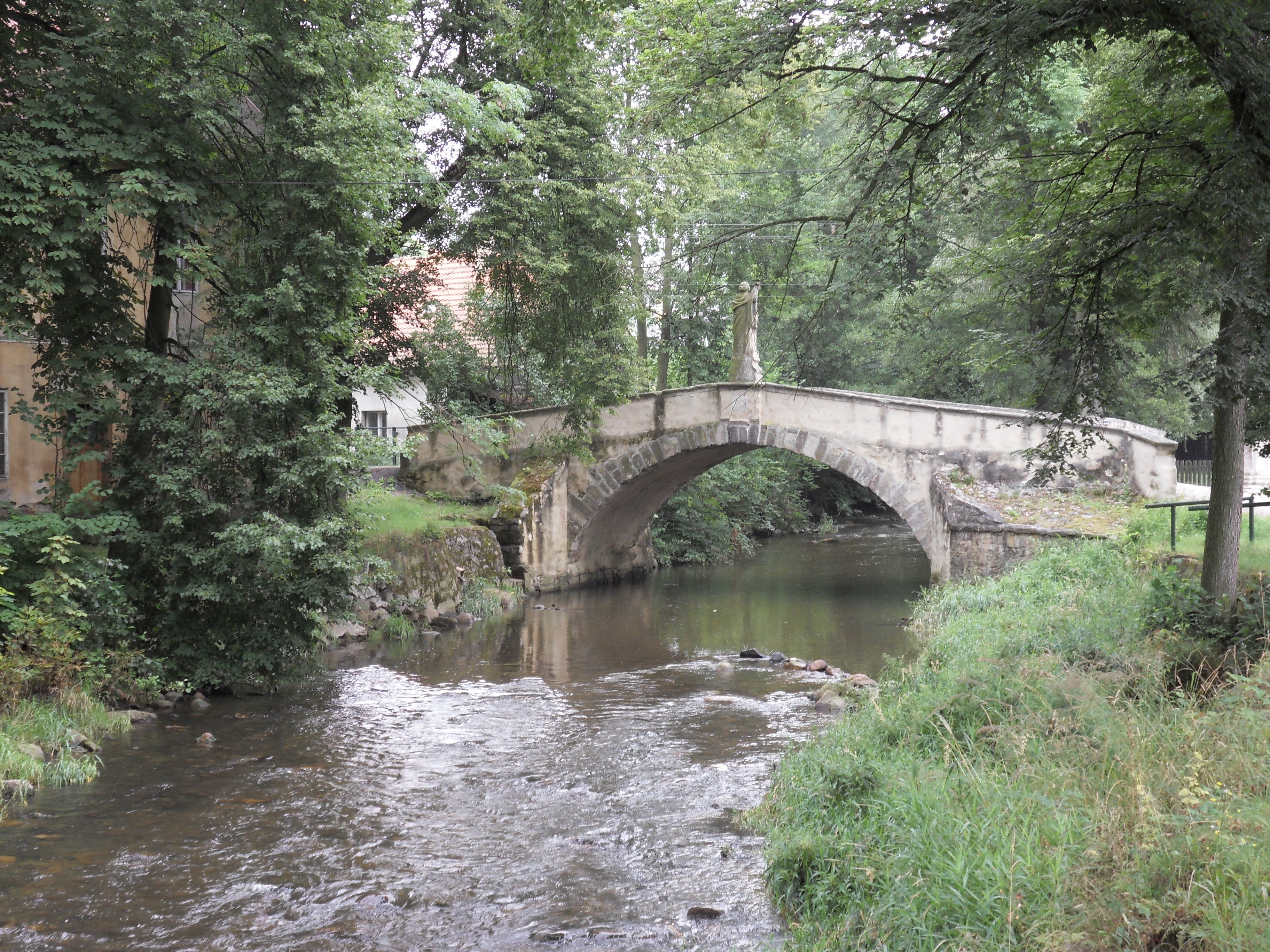
Pohled od jihozápadu
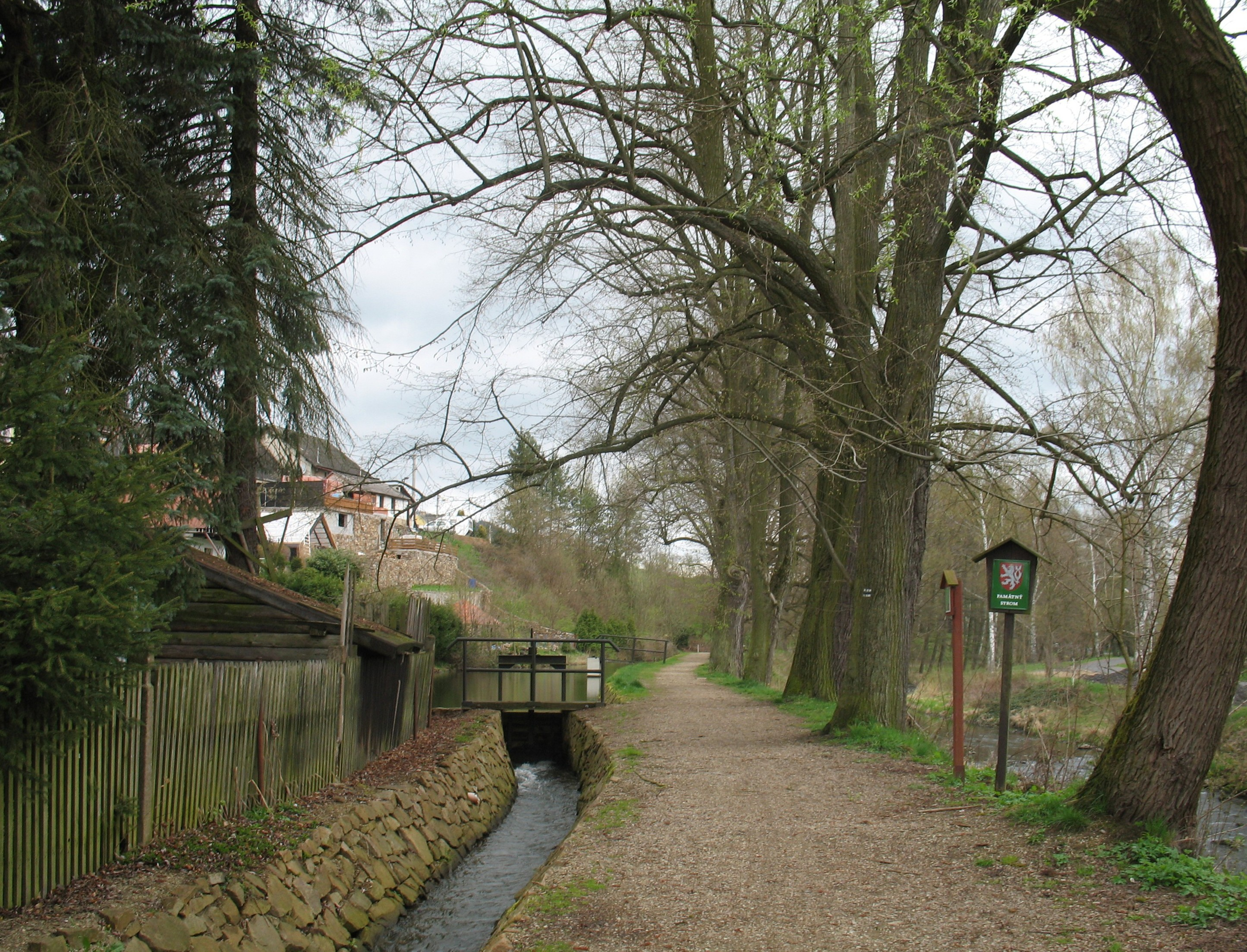
Alej u náhonu
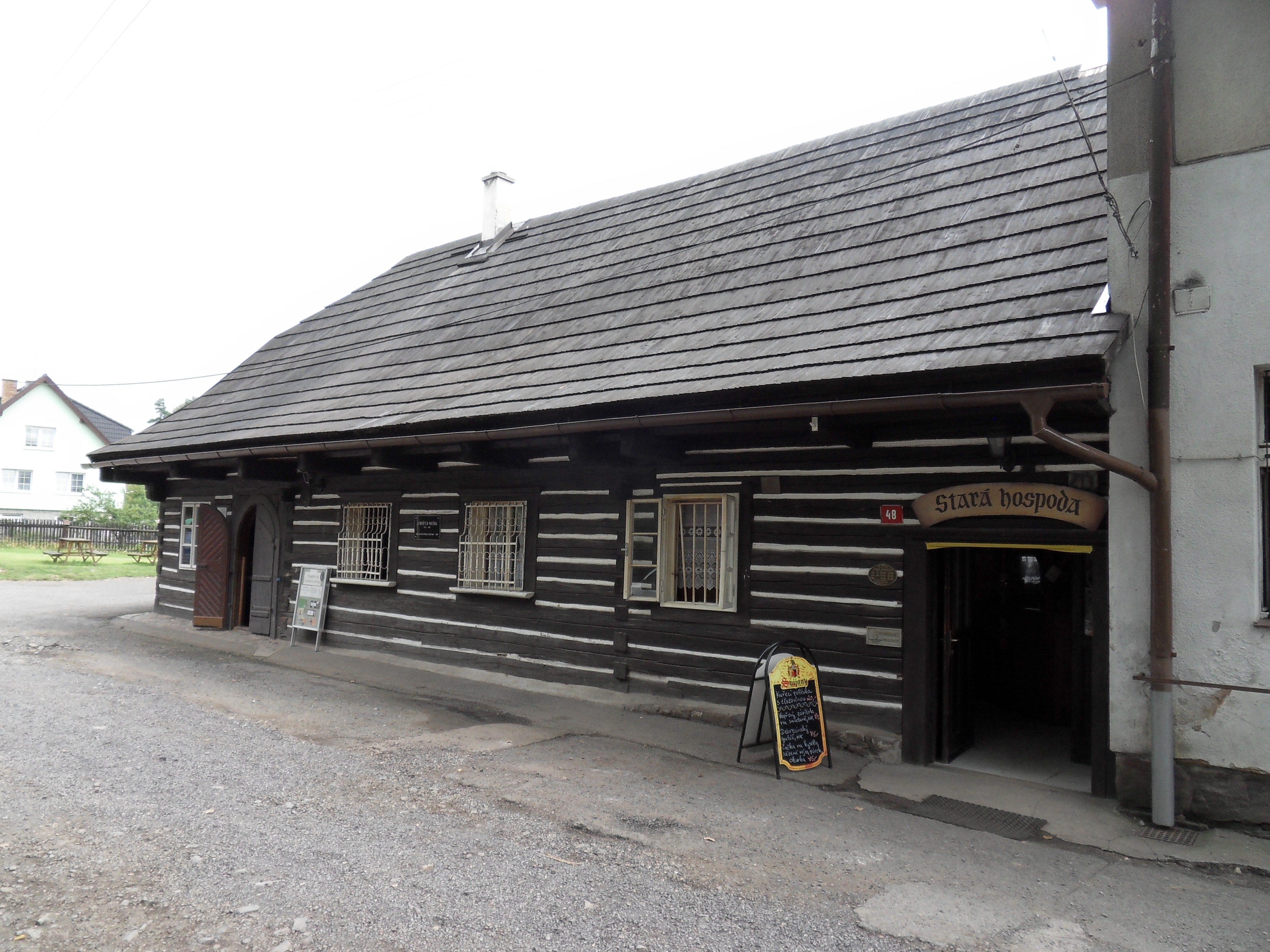
Starý zájezdní hostinec